# Patrik Norqvist
Patrik Norqvist, född 3 mars 1966, är en svensk rymdfysiker och lektor i fysik vid Umeå universitet. Han har medverkat i flera olika program (se uppräknad lista nedan).
Patrik är ofta återkommande gäst i nyhetsmorgon som deras egna "Rymdfysiker" etc och testar och förklarar en del frågor från främst barn. Han brukar även vara med i samband med stora världshändelser som han antingen förklarar på plats eller via videolänk.
Norqvist fick Baltics samverkanspris 2011 för sin insats inom populärvetenskap.
Norqvist doktorerade i rymdfysik vid Umeå universitet 1998.

## Medverkat i
| Program                          | Kanal     | År               | Källa                                                                                                  |
| -------------------------------- | --------- | ---------------- | --- |
| Nyhetsmorgon                     | TV4       | 2011–            | https://www.tv4.se/klipp/va/13354792/fysikerns-svindlande-forklaring-sa-raknar-man-ut-universums-alder |
| Jeopardy!                        | Discovery | 2023             | https://metromode.se/noje/jeopardy-2023-alla-deltagare/                                                |
| Lightyear (röst till Deric/Eric) | Film      | 2022             | https://www.dubbningshemsidan.se/credits/lightyear/                                                    |
| Fråga Lund                       | SVT       | 2020             | https://www.umu.se/nyheter/fysik-patrik-tripplar-i-rutan_9521641/                                      |
| Maxat fredag!                    | SVT       | 2020             | https://tv24.se/p/maxat-fredag-sasong-32-avsnitt-5-xnpr69                                              |
| Go'kväll                         | SVT       | 2020             | https://www.svtplay.se/video/j16MmZ9/gokvall/emma-hamberg-patrik-norqvist-och-quiz                     |
| Morgonshowen                     | SVT       | 2020             | https://www.youtube.com/watch?v=zKS7QdkjPIw                                                            |
| Smartare än en femteklassare     | SVT       | 2018             | https://www.vk.se/2018-05-04/tv-tv-fysikern-har-1400-smurfar-i-sovrummet                               |
| Duellen                          | SVT       | 2017             | |
| Hela Kändis-Sverige bakar        | TV4       | 2017             | https://www.umu.se/nyheter/kandis-patrik-bakar-i-tv-4_5814672/                                         |
| Vem vet mest                     | SVT       | 2015–2017        | https://www.svtplay.se/video/7182499/vem-vet-mest/vem-vet-mest-sasong-16-avsnitt-50                    |
| Sommarkväll med Rickard Olsson   | SVT       | 2014             | https://www.facebook.com/watch/?v=475229120558162                                                      |
| Uppfinnarna                      | TV4       | 2012             | https://www.umu.se/nyheter/uppfinnarna-i-umea-i-nasta-avsnitt_5829290/                                 |
| Fångarna på fortet               | TV4       | 2012, 2020       | https://www.umu.se/nyheter/fysik-patrik-tripplar-i-rutan_9521641/                                      |
| Bingolotto                       | TV4       | 2012, 2014, 2019 | http://bingolottowiki.se/index.php/Avsnitt_56.16                                                       |
| Plus                             | SVT       | 2010             | https://www.vk.se/2018-05-04/tv-tv-fysikern-har-1400-smurfar-i-sovrummet                               |
| Sommarlov                        | SVT       | 2010             | Sommarlov (TV-program)                                                                                 |
| Boston Tea Party                 | Kanal 5   | 2007–2010        | Boston Tea Party (TV-program)                                                                          |
| Eftersnack                       | SVT       | 2007             | https://www.svt.se/nyheter/lokalt/vasterbotten/eftersnacks-fysiker-far-pris                            |